# Achille Mezzadri
Achille Mezzadri (Castelfranco Veneto, 15 aprile 1945) è un giornalista e scrittore italiano.
Pochi mesi dopo la sua nascita la famiglia si trasferì a Parma, dove ha trascorso infanzia e adolescenza e dove è restato fino al 1971. Nel 1964 si è iscritto alla Facoltà di Lingue della Università Bocconi di Milano, ma al secondo anno ha interrotto gli studi universitari per intraprendere la carriera di giornalista.

## Il periodo alla carta stampata
Ha cominciato a lavorare nella redazione di cronaca della Gazzetta di Parma, diretta da Baldassarre Molossi nel 1966. Alla "Gazzetta" ha realizzato scoop di cronaca e interviste a personaggi famosi, da Charlie Chaplin a Mina.
Nel maggio 1971 si è trasferito a Milano, alla Arnoldo Mondadori Editore, dove fino al 1974 è stato caposervizio a "Bolero Teletutto", diretto da Luciano Pedrocchi, uno dei "padri" del fotoromanzo italiano. Dopo una breve esperienza al Tempo Illustrato, diretto da Guglielmo Zucconi, è passato come redattore capo all'"Ambrosiano Trenta Giorni" e nel febbraio 1976 a "Eva Express".
Dal 1979 fino al 2005 ha lavorato al settimanale Gente, dove è stato redattore, caposervizio, inviato e infine redattore capo, nell'ufficio centrale.
Anche per Gente ha intervistato personaggi famosi, da Björn Borg a Bernardo Bertolucci. Nel 1980 ha realizzato uno scoop giornalistico con l'esclusiva mondiale sulla vicenda dei sei gemelli Giannini. Come inviato, ha seguito il record dell'ora di Francesco Moser a Città del Messico nel 1984 e nello stesso anno la XXIII Olimpiade di Los Angeles.

## La televisione
Dal 1978 al 1980 ha lavorato nelle emergenti Tv private e ha collaborato ad Antenna Nord, la "madre" di Italia uno (diretta da Quintilio Tombolini). Qui è stato responsabile dei servizi sportivi e nel 1979 ha organizzato con altri un evento allo Stadio Giuseppe Meazza di San Siro, in occasione di un derby Milan-Inter: il Derby Show, con cantanti, attori, sbandieratori sul campo di gioco, un paio d'ore prima dell'incontro. Nel 1978 -1979 ha condotto una delle prime trasmissioni sportive delle Tv private, "San Siro ieri" con Eugenio Gallavotti.
Ad Antenna Nord ha realizzato anche degli special televisivi (sull'elezione di Papa Luciani e sulla sua scomparsa, Una culla a sei piazze, Cara Gazzetta).
Nel 1980 ha realizzato la trasmissione a puntate Dossier fame con la collaborazione del missionario giornalista padre Piero Gheddo. Il programma fu premiato con la targa Telegatto.

## Libri
- Carlo Francesco Caselli, consigliere intimo di Maria Luigia (1978, Battei Editore)
- Zico olè (1983, Forte Editore)
- L'ora di Moser (1984, Forte Editore) (con Corrado Corradini)
- Il fascino delle Olimpiadi (1984, Forte Editore)
- Vivere con sei gemelli (1984, Rusconi Editore) (con Rosanna Giannini)
- Le più belle chiese d'Italia (1988, Gente - Rusconi Editore) (con Giovanni Gola e Isa Bonacchi)
- Fontane e giardini d'Italia (1989, Gente - Rusconi Editore)
- Profumo di mostarda (romanzo, 2014 - ISBN 978-605-03-2837-0)

## Varie
- A Parma si è occupato anche di sport come dirigente: per un anno è stato presidente facente funzioni della sezione parmense della FIP (Federazione Italiana Pallacanestro).
- Ha partecipato con interventi ai libri "Il Novecento: la storia del secolo" e "Cara Parma di scrivo". Dal maggio 2008 al dicembre 2013 è stato autore su Internet del blog "Pramzanblog", ispirato a Parma e ai suoi protagonisti.
- Autore nel 2012 della commedia "Una giornata piena di sorprese"[3], con Gino e Dino.
- Dal 2019 è anche videomaker e pubblica i suoi video pubblici nel suo canale Youtube